# Электрическое напряжение
Электри́ческое напряже́ние между точками A и B — скалярная физическая величина, значение которой равно работе {\displaystyle A_{AB}^{ef}} сил эффективного электрического поля {\displaystyle {\vec {E}}_{ef}} (включающего сторонние поля), совершаемой при перемещении вдоль выбранного пути пробного заряда из A в B, отнесённой к величине этого заряда:
{\displaystyle U_{AB}=A_{AB}^{ef}/q}.
По определению пробного заряда, предполагается, что его перенос не изменяет распределения зарядов на источниках поля. Точки A, B могут находиться на участке некоей электрической цепи.
Напряжение в общем случае формируется из вкладов двух работ: работы электрических сил {\displaystyle A_{AB}^{el}} и работы сторонних сил {\displaystyle A_{AB}^{ex}}. Если на участке цепи не действуют сторонние силы (то есть {\displaystyle A_{AB}^{ex}=0}), работа по перемещению включает только работу потенциального электрического поля {\displaystyle A_{AB}^{el}} (которая не зависит от пути, по которому перемещается заряд), и тогда электрическое напряжение {\displaystyle U_{AB}} между точками A и B совпадает с разностью потенциалов между точками (поскольку {\displaystyle \varphi _{A}-\varphi _{B}=A_{AB}^{el}/q}). 
В общем случае напряжение {\displaystyle U_{AB}} между точками A и B отличается от разности потенциалов между этими точками на работу сторонних сил по перемещению единичного положительного заряда: 
{\displaystyle U_{AB}=\varphi _{A}-\varphi _{B}+{\mathcal {E}}_{AB}}.
Эту работу называют электродвижущей силой {\displaystyle {\mathcal {E}}_{AB}=A_{AB}^{ex}/q} на данном участке цепи.
Определение электрического напряжения можно записать в другой форме. Для этого нужно представить работу {\displaystyle A_{AB}^{ef}} как интеграл 
{\displaystyle U_{AB}=\int \limits _{L}{\vec {E}}_{ef}d{\vec {l}}}
вдоль траектории L, проложенной из точки A в точку B от проекции эффективной напряжённости поля {\displaystyle {\vec {E}}_{ef}} (включающего сторонние поля) на касательную к траектории L, направление которой в каждой точке траектории совпадает с направлением вектора {\displaystyle d{\vec {l}}} в данной точке. В электростатическом поле, когда сторонних сил нет, значение этого интеграла не зависит от пути интегрирования и совпадает с разностью потенциалов.
Размерность электрического напряжения в Международной системе величин (англ. International System of Quantities, ISQ), на которой основана Международная система единиц (СИ), — L2MT-3I-1. Единицей измерения напряжения в СИ является вольт (русское обозначение: В; международное: V).
Понятие напряжение ввёл Георг Ом в работе 1827 года, в которой предлагалась гидродинамическая модель электрического тока для объяснения открытого им в 1826 году эмпирического закона Ома: {\displaystyle U\!=IR}.

## Напряжение в цепях постоянного тока
Напряжение в цепи постоянного тока между точками A и B — удельная работа, которую совершает электрическое поле при переносе пробного положительного заряда из точки A в точку B.
Напряжение может быть условно отрицательным, например, при двуполярном питании.
При однополярном источнике питания обычно «землёй» считают один из выводов источника, чаще отрицательный вывод.
Например, в автомобилях «землёй» принято считать корпус автомобиля, который соединяют с отрицательной (тонкой) клеммой свинцового аккумулятора (однако так было не всегда).
При двуполярном источнике за землю принимают его среднюю точку, и, соответственно, появляется условно положительное напряжение, — от средней точки источника до плюсовой клеммы, и условно отрицательное — от средней точки до минусовой клеммы. Это условное соглашение называют «полярностью напряжения».

## Напряжение в цепях переменного тока
Для описания цепей переменного тока применяются следующие напряжения:
- мгновенное напряжение;
- амплитудное значение напряжения;
- среднее значение напряжения;
- среднеквадратическое значение напряжения;
- средневыпрямленное значение напряжения.

Мгновенное напряжение есть разность потенциалов между двумя точками, измеренная в данный момент времени. Зависит от времени (является функцией времени):
{\displaystyle u=u(t).}
Амплитудное значение напряжения есть максимальное по модулю значение мгновенного напряжения за весь период колебаний:
{\displaystyle U_{M}=\max(|u(t)|).}
Для гармонических (синусоидальных) колебаний напряжения мгновенное значение напряжения выражается как:
{\displaystyle u(t)=U_{M}\sin(\omega t+\phi ).}
Для сети переменного синусоидального напряжения со среднеквадратическим значением 220 В амплитудное напряжение равно приблизительно 311 В.
Амплитудное напряжение можно измерить с помощью осциллографа.
Среднее значение напряжения (постоянная составляющая напряжения) есть напряжение, определяемое за весь период колебаний, как:
{\displaystyle U_{m}={\frac {1}{T}}\int _{0}^{T}u(t)dt.}
Для синусоиды среднее значение напряжения равно нулю.
Среднеквадратическое значение напряжения (электротехнические наименования: действующее, эффективное) есть напряжение, определяемое за весь период колебаний, как:
{\displaystyle U_{q}={\sqrt {{\frac {1}{T}}\int \limits _{0}^{T}u^{2}(t)dt}}.}
Среднеквадратическое значение напряжения наиболее удобно для практических расчётов, так как на линейной активной нагрузке оно совершает ту же работу (например, лампа накаливания имеет ту же яркость свечения, нагревательный элемент выделяет столько же тепла), что и равное ему постоянное напряжение.
Для синусоидального напряжения справедливо равенство:
{\displaystyle U_{q}={1 \over {\sqrt {2}}}U_{M}\approx 0,707U_{M};\qquad U_{M}={\sqrt {2}}U_{q}\approx 1,414U_{q}.}
В технике и быту при использовании переменного тока под термином «напряжение» имеется в виду именно среднеквадратическое значение напряжения, и все вольтметры проградуированы, исходя из его определения. Однако конструктивно большинство приборов фактически измеряют не среднеквадратическое, а средневыпрямленное (см. ниже) значение напряжения, поэтому для несинусоидального сигнала их показания могут отличаться от истинного значения.
 Средневыпрямленное значение напряжения есть среднее значение модуля напряжения:
{\displaystyle U_{m}={\frac {1}{T}}\int \limits _{0}^{T}|u(t)|dt.}
Для синусоидального напряжения справедливо равенство:
{\displaystyle U_{m}={2 \over \pi }U_{M}(\approx 0,637U_{M})={2{\sqrt {2}} \over \pi }U_{q}(\approx 0,9U_{q}).}
На практике используется редко, однако большинство вольтметров переменного тока (те, в которых ток перед измерением выпрямляется) фактически измеряют именно эту величину, хотя их шкала и проградуирована по среднеквадратическим значениям.

## Напряжение в цепях трёхфазного тока
В цепях трёхфазного тока различают фазное и линейное напряжения. Под фазным напряжением понимают среднеквадратичное значение напряжения на каждой из фаз нагрузки относительно нейтрали, а под линейным — напряжение между подводящими фазными проводами. При соединении нагрузки в треугольник фазное напряжение равно линейному, а при соединении в звезду (при симметричной нагрузке или при глухозаземлённой нейтрали) линейное напряжение в {\displaystyle {\sqrt {3}}} раз больше фазного.
На практике напряжение трёхфазной сети обозначают дробью, в числителе которой стоит фазное при соединении в звезду (или, что то же самое, потенциал каждой из линий относительно земли), а в знаменателе — линейное напряжение. Так, в России наиболее распространены сети с напряжением 220/380 В; также иногда используются сети 127/220 В и 380/660 В.

## Характерные значения и стандарты
| Объект                                                                       | Тип напряжения             | Значение (на вводе потребителя)                                                         | Значение (на выходе источника) |
| ---------------------------------------------------------------------------- | -------------------------- | --------------------------------------------------------------------------------------- | ------------------------------ |
| Электрокардиограмма                                                          | Импульсное                 | 1—2 мВ                                                                                  | -                              |
| Телевизионная антенна                                                        | Переменное высокочастотное | 1—100 мВ                                                                                | -                              |
| Гальванический цинковый элемент типа АА («пальчиковый»)                      | Постоянное                 | 1,5 В                                                                                   | -                              |
| Литиевый гальванический элемент                                              | Постоянное                 | 3—3,5 В (в исполнении пальчикового элемента, на примере Varta Professional Lithium, AA) | -                              |
| Логические сигналы компьютерных компонентов                                  | Импульсное                 | 3,3 В; 5 В                                                                              | -                              |
| Батарейка типа 6F22 («Крона»)                                                | Постоянное                 | 9 В                                                                                     | -                              |
| Силовое питание компьютерных компонентов                                     | Постоянное                 | 5 В, 12 В                                                                               | -                              |
| Электрооборудование автомобилей                                              | Постоянное                 | 12/24 В                                                                                 | -                              |
| Блок питания ноутбука и жидкокристаллических мониторов                       | Постоянное                 | 19 В                                                                                    | -                              |
| Сеть «безопасного» пониженного напряжения для работы в опасных условиях      | Переменное                 | 12—42 В                                                                                 | -                              |
| Напряжение наиболее стабильного горения свечи Яблочкова                      | Постоянное                 | 55 В                                                                                    | -                              |
| Напряжение в телефонной линии (при опущенной трубке)                         | Постоянное                 | 60 В                                                                                    | -                              |
| Напряжение в электросети Японии                                              | Переменное трёхфазное      | 100/172 В                                                                               | -                              |
| Напряжение в домашних электросетях США                                       | Переменное трёхфазное      | 120 В / 240 В (сплит-фаза)                                                              | -                              |
| Напряжение в бытовых электросетях России                                     | Переменное трёхфазное      | 220/380 В                                                                               | 230/400 В                      |
| Разряд электрического ската                                                  | Постоянное                 | до 200—250 В                                                                            | -                              |
| Контактная сеть трамвая и троллейбуса                                        | Постоянное                 | 550 В                                                                                   | 600 В                          |
| Разряд электрического угря                                                   | Постоянное                 | до 650 В                                                                                | -                              |
| Контактная сеть метрополитена                                                | Постоянное                 | 750 В                                                                                   | 825 В                          |
| Контактная сеть электрифицированной железной дороги (Россия, постоянный ток) | Постоянное                 | 3 кВ                                                                                    | 3,3 кВ                         |
| Распределительная воздушная линия электропередачи небольшой мощности         | Переменное трёхфазное      | 6—20 кВ                                                                                 | 6,6—22 кВ                      |
| Генераторы электростанций, мощные электродвигатели                           | Переменное трёхфазное      | 10—35 кВ                                                                                | -                              |
| На аноде кинескопа                                                           | Постоянное                 | 7—30 кВ                                                                                 | -                              |
| Статическое электричество                                                    | Постоянное                 | 1—100 кВ                                                                                | -                              |
| На свече зажигания автомобиля                                                | Импульсное                 | 10—25 кВ                                                                                | -                              |
| Контактная сеть электрифицированной железной дороги (Россия, переменный ток) | Переменное                 | 25 кВ                                                                                   | 27,5 кВ                        |
| Пробой воздуха на расстоянии 1 см                                            |                            | 10—20 кВ                                                                                | -                              |
| Катушка Румкорфа                                                             | Импульсное                 | до 50 кВ                                                                                | -                              |
| Пробой слоя трансформаторного масла толщиной 1 см                            |                            | 100—200 кВ                                                                              | -                              |
| Воздушная линия электропередачи большой мощности                             | Переменное трёхфазное      | 35 кВ, 110 кВ, 220 кВ, 330 кВ                                                           | 38 кВ, 120 кВ, 240 кВ, 360 кВ  |
| Электрофорная машина                                                         | Постоянное                 | 50—500 кВ                                                                               | -                              |
| Воздушная линия электропередачи сверхвысокого напряжения (межсистемные)      | Переменное трёхфазное      | 500 кВ, 750 кВ, 1150 кВ                                                                 | 545 кВ, 800 кВ, 1250 кВ        |
| Трансформатор Тесла                                                          | Импульсное высокочастотное | до нескольких МВ                                                                        | -                              |
| Генератор Ван де Граафа                                                      | Постоянное                 | до 7 МВ                                                                                 | -                              |
| Грозовое облако                                                              | Постоянное                 | От 2 до 10 ГВ                                                                           | -                              |